# Klątwa tytana
Klątwa tytana (ang. The Titan’s Curse) – trzecia część pięciotomowej serii Percy Jackson i bogowie olimpijscy.

## Fabuła
Główny bohater Percy Jackson dostaje wiadomość od satyra Grovera z prośbą o pomoc. Razem z przyjaciółkami Thalią i Annabeth wyrusza do szkoły Westower Hall gdzie poznaje rodzeństwo di Angelo, dwoje potężnych dzieci – półbogów. W czasie potańcówki di Angelo i Percy zostają zaatakowani przez mantikorę imieniem Ciernak. Z opresji ratuje ich bogini Artemida, która następnie wysyła ich do obozu. Percy poznaje Ofiotaura – morską krowę, córkę mitycznego Herofilosa. W czasie bitwy o sztandar wyrocznia przepowiada wyprawę Łowczyń. Towarzyszka Artemidy Zoe razem z Biancą di Angelo, Thalią, Groverem i Percym udają się do Narodowego muzeum lotnictwa i przestrzeni kosmicznej, a tam spotykają tytana Atlasa i Lwa nemejskiego, którzy knują plan odrodzenia się Kronosa. Dalej losy skierują ich na złomowisko Hefajstosa i do San Francisco. Na końcu okazuje się, iż rodzeństwo di Angelo, są dziećmi Hadesa, urodzonymi jeszcze przed II wojną światową.

## Bohaterowie

### Pierwszoplanowi
- Percy Jackson
- Thalia Grace
- Zoe Nighstade
- Grover Underwood
- Annabeth Chase

### Drugoplanowi
- Artemida
- Bianca di Angelo
- Nico di Angelo
- Pan Cierniak (Mantikora)
- Generał (Atlas)
- Luke Castellan
- Ofiotaur

### Epizodyczni
- Rachel Elizabeth Dare
- Sally Jackson
- Fryderyk Chase
- Chejron
- Zeus
- Posejdon
- Ares
- Hefajstos
- Dionizos
- Atena
- Hermes
- Demeter
- Afrodyta
- Ariadna
- Muzy
- Pani Chase (macocha Annabeth)
- Matthew i Bobby Chase (przyrodnie rodzeństwo Annabeth)
- Pozostałe Łowczynie Artemidy (m.in. Phoebe)
- Pozostali członkowie Obozu Herosów (Connor i Travis Hood, Silena Beauregard, Charles Beckendorf, Clarisse Ła Rue, Jason, Laurel)
- Tyson
- Hesperydy
- Pegazy (Mroczny, Szarlotka, Gwidon)
- Pani Utshniack
- Paul Blofis
- Dzik erymantejski
- Lew nemejski
- Argus